# Barrage de Serre de la Fare
Le projet de barrage du Serre de la Fare (sur la Loire) a été abandonné le 31 juillet 1991. Il était contesté par des associations environnementales avec d'autres projets hydroélectriques du bassin versant de la Loire, comme le barrage du Veurdre, le barrage de Naussac 2 ou le barrage de Chambonchard.

## Caractéristiques
Le lac de retenue devait avoir une quinzaine de kilomètres de long et le village de Colempce devait être ennoyé. Son principal rôle était de soutenir les étiages en été et de prévenir les inondations dans la haute vallée de la Loire. Le barrage et son lac de retenue devait être implanté sur les communes de Goudet et de Solignac-sur-Loire. L'altitude maximale du lac de retenue aurait été de 750 mètres. L'emprise du lac de retenue devait s'étendre sur des affluents comme la Beaume ou la Gazeille. La capacité de rétention projetée était de 129 millions de m³. Son coût était estimé à 700 millions de francs en 1990, financé à 50 % par l'Epala, à 25 % par l'État, à travers le ministère de l'environnement et à 25 % conjointement par l'agence de l'eau Loire-Bretagne et le ministère de l'agriculture.

## Histoire

### Prémices
En 1971, le barrage du Serre de la Fare est présenté comme un site susceptible d'être aménagé, lors de l'annonce des projets de construction des barrages de Naussac et du Veurdre, de Villerest et de Chambonchard.
En 1980, des inondations tuent 8 personnes Brives-Charensac près du Puy-en-Velay. À la suite de ces inondations, le projet de barrage de Serre de la Fare est porté par des élus locaux pour lutter contre les inondations.

### Projet et opposition

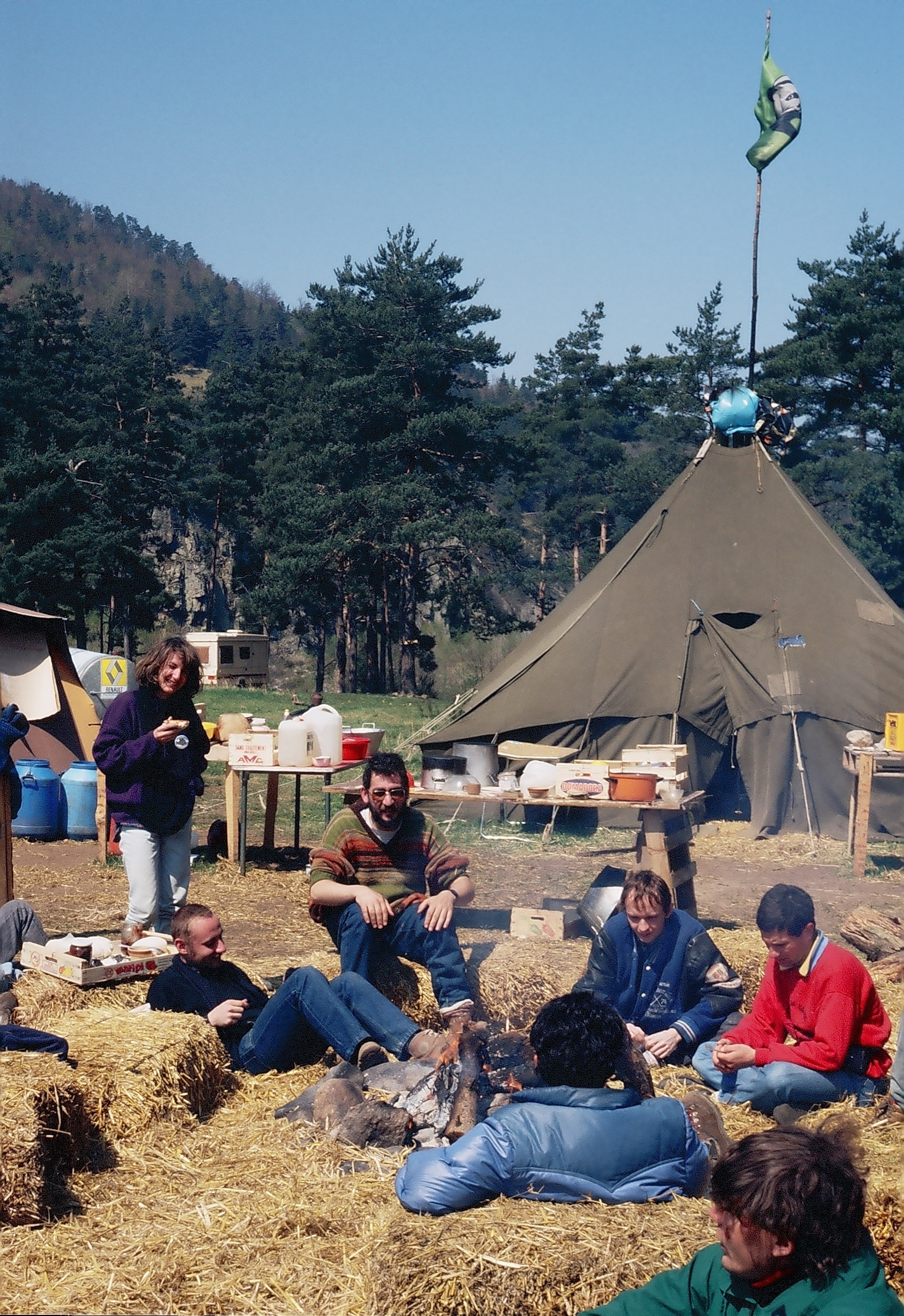
Occupation du site par les opposants au barrage en 1989.

Le 13 février 1986, le projet est officiellement lancé, en parallèle avec les projets du Veurdre et de Naussac 2 ainsi que le barrage de Chambonchard, dans le cadre d'un projet d'aménagement du bassin versant de la Loire, par l'établissement public d’aménagement de la Loire et de ses affluents (Epala) ,,.
En juin 1986, en réaction à cet accord, le comité Loire Vivante est créé par le Fonds mondial pour la nature (WWF) et par la fédération française des sociétés de protection de la nature (FFSPN). Entre juillet et novembre 1986, une étude d'impact archéologique est effectué. Cette étude note la présence sur l'emprise médiévale qui serait l'ancien village de la Baume. Au total, 20 sites dont 11 abris sous roches
En 1988,  le comité Loire Vivante demande la réalisation d'une étude d'impact à l'échelle du bassin versant,.
En février 1988, l'occupation du site par les opposants au barrage commence. Elle durera 5 ans jusqu'à l'abandon du projet,. Une première manifestation a lieu cette année au Puy-en-Velay, regroupant environ 1 000 personnes
Le 29 avril, 30 avril et 1er mai 1989, des manifestations rassemblent 10 000 personnes au Puy-en-Velay, contre le barrage du Serre de la Fare, mais également contre les autres aménagements du bassin versant de la Loire,.
En 1990, les opposants au barrage arrêtent les travaux d'élargissement des accès au barrage. Une manifestation de 400 personnes est également organisée à Paris, où une délégation est reçue par le cabinet du Premier Ministre. En fin d'année, les opposants souhaitent organiser un référendum local sur le barrage. Ils mettent en avant des sondages d'opinions qui leur sont favorables,.

### Annulation
En 1991, la déclaration d'utilité publique est annulée un tribunal administratif de Clermont-Ferrand,. L'Epala fait appel, sans succès, devant le conseil d'État.
Le 31 juillet 1991, le gouvernement annonce l'annulation des barrages de Chambonchard et du Serre de la Fare,,. Des aménagements moins importants comprenant des digues à Brives-Charensac sont prévus en remplacement pour un total de 320 millions de francs,. Malgré cette annonce, l'occupation du site du barrage continue. Ceux-ci ne sont pas réalisés, l'Epala trouva via une expertise commandée que ces travaux sont moins pertinents que le barrage pour un coût similaire.
En juin 1992, une commission parlementaire conseille à l'Epala de garder l'emprise foncière acquis pour le barrage, en cas où le gouvernement changerait de décision.
La même année, Christine Jean reçoit le Prix Goldman pour l'environnement pour son action au sein du comité Loire Vivante. En parallèle, l'État lance une étude sur les alternatives au barrage de Serre de la Fare. En décembre 1992, le camp des opposants au barrage prend feu, l'origine du sinistre ne sera pas connu.
En 1993, une pétition contre le barrage du Serre de la Fare recueille 160 000 signatures.
Le 4 janvier 1994, l'État et le ministre de l'environnement Michel Barnier, par le biais du comité interministériel d'aménagement et de développement du territoire (CIADT) lance le plan Loire Grandeur Nature qui réduit le nombre et l'importance des aménagements proposés, en mettant en avant la naturalité du bassin versant. Dans ce plan, le projet de barrage du Serre de la Fare est abandonné, alors que le barrage de Chambonchard est ravivé et passe d'une capacité de 125 millions de m3 passe à une capacité de 50 millions de m3,.
Le 4 janvier 1994, le site d'occupation du barrage tenu par les opposants est victime à nouveau d'un incendie. À la suite d'une enquête qui dure deux mois, trois personnes sont arrêtées. Entretemps le 11 février 1994, la déclaration d'utilité publique expire. Le 13 février 1994, l'occupation du site prend fin.
En 1998, l'Epala cède pour 1 franc symbolique les bâtiments du village de Colempce
Fin 1998, le projet du barrage du Serre de la Fare a eu un coût pour l'Epala de 80 millions de francs, dont 29,6 millions pour les acquisitions foncières et 47 millions pour les différentes études du projet.

### Transformation en zone naturelle
En juillet 2009, l'établissement public Loire (Epala) annonce que les 400 hectares qu'il possède encore, liés au projet de barrage de Serre de la Fare, ne seront pas transférés aux collectivités locales alentour, l'Epala restant propriétaire. La gestion du site est par contre déléguée au Conservatoire des espaces et paysages d'Auvergne (CEPA). En parallèle, un projet de classer le site en réserve de biosphère est porté par le WWF et soutenu par l'établissement public Loire (Epala). En 2012, l'Epala reste propriétaire de 357 hectares sur le secteur. En 2012, le début des travaux de la réhabilitation du village de Colempce commencent pour un coût de 2,8 millions d'euros, pour créer une centre de loisir et d'éducation sur l'environnement.

## Publication
Roudeau D, Bujak A. L’ eau vive : un grand combat écologique aux sources de la Loire. Paris : Futuropolis; 2020. 143 p.  (ISBN 9782754826334)
Arnould M., Albert J.-A. Au pied du barrage. La lutte oubliée pour la Loire sauvage. Actes Sud, Domaine du possible ; mars 2025, 192 p.  (ISBN 9782330202866)